# Калькуттский трамвай
Калькуттский трамвай — трамвайная система в городе Калькутта, Западная Бенгалия, Индия, эксплуатируемая Транспортной корпорацией Западной Бенгалии (WBTC) и Calcutta Tramways Company (CTC). Является единственной трамвайной сетью, действующей в Индии. Запущенная в 1902 году, это вторая самая старая электрическая система трамваев в Индии (первой стала электрическая система в городе Мадрас).
В 1960-х годах насчитывалось 37 трамвайных линий, но с годами постепенно сокращаются. На 2021 год действуют всего 6 линий. Основными причинами сокращения являются финансовые проблемы, плохое техническое состояние, низкий пассажиропоток, расширение города и строительство дорожных эстакад, расширение метро Калькутты, медленная скорость трамваев и большие габариты на маленьких дорогах.

## Действующие маршруты
| Номер | Конечные остановки                | Остановки | Кол-во км |
| ----- | --------------------------------- | --- | --------- |
| 5     | Shyambazar – Esplanade            | Hatibagan, Bidhan Sarani, Vidyasagar College, College Street, Nirmal Chandra Street, Wellington, Lenin Sarani       | 5.50      |
| 11    | Shyambazar – Howrah Bridge        | Hatibagan, Bidhan Sarani, College Street, Mahatma Gandhi Road                                                       | 5.50      |
| 18    | Bidhan Nagar Road – Howrah Bridge | Kankurgachi, Maniktala, Rajabazar, Sealdah, College Street, Mahatma Gandhi Road                                     | 7.50      |
| 24/29 | Tollygunge – Ballygunge Station   | Deshapran Sashmal Road, Rashbehari, Gariahat                                                                        | 5.50      |
| 25    | Gariahat – Esplanade              | Ballygunge Phari, Beckbagan, Park Circus, Mullickbazar, Nonapukur, Rafi Ahmed Kidwai Road, Wellington, Lenin Sarani | 6.00      |
| 36    | Khidirpur – Esplanade             | Karl Marx Sarani, Khidirpur Road, Майдан, Dufferin Road                                                             | 5.00      |

## Происшествия
3 декабря 2012 года трамвай, въезжающий в депо Ультаданга, убил семилетнего ребёнка.  Мальчик играл около трамвайных путей, когда трамвай приблизился и сбил его.
Водитель автобуса попытался обогнать трамвай 31 января 2013 года. Задняя часть автобуса задела трамвай, ампутировав руку пассажира автобуса.  Человек был доставлен в больницу для того, чтобы его рука была пришита.
19 июня 2014 года трамвай без водителя сбил 10 автомобилей.  О жертвах и травмах не сообщалось.

## Проекты и планы сети
Были предложены планы по обновлению рельсов и проводов, расширению системы до Солёного озера, Нового города, Банталы и набережной Хугли. Также были предложения о замене нынешних двухэтажных трамваев SLC на новые одноэтажные трамваи.  Хотя иногда от системы хотят отказаться из-за критики, что трамваи занимают слишком много места на дороге, замедляют движение других дорожных транспортных средств и перевозят слишком мало пассажиров, тем не менее система считается культовой и экологически чистой.

## См.также
- Трамвай в Индии